# Kızılağaç, Saimbeyli
Kızılağaç là một xã thuộc huyện Saimbeyli, tỉnh Adana, Thổ Nhĩ Kỳ. Dân số thời điểm năm 2009 là 682 người.